# Benperidol
Benperidol é uma droga que é um derivado da butirofenona altamente potente. É, de fato, o neuroléptico mais potente no mercado europeu, com equivalência à clorpromazina tão alta quanto 75 a 100 (cerca de 150–200% de potência em termos de dose em relação ao haloperidol). É um antipsicótico, que pode ser utilizado para o tratamento da esquizofrenia, mas usado principalmente para controlar o comportamento hipersexual antissocial, e é por vezes prescritos para delinquentes sexuais como condição para o seu livramento, como uma alternativa aos medicamentos antiandrógenos tais como acetato de ciproterona.
Benperidol foi descoberto pela Janssen Farmacêutica em 1961.

## Química

Síntese do benperidol: